# Leptirica
Pour plus de détails, voir Fiche technique et Distribution.
Leptirica (Лептирица) est un téléfilm yougoslave réalisé par Đorđe Kadijević, sorti en 1973.

## Synopsis
Pour pouvoir se marier avec la belle fille d'un riche propriétaire terrien, Vule accepte de travailler dans un moulin infesté de vampires.

## Fiche technique
- Titre : Leptirica
- Titre original : Лептирица
- Réalisation : Đorđe Kadijević
- Scénario : Milovan Glisic et Đorđe Kadijević
- Photographie : Branko Ivatovic
- Montage : Neva Paskulovic-Habic
- Société de production : Radio-télévision de Serbie
- Pays :  Yougoslavie
- Genre : Drame, horreur et fantastique
- Durée : 63 minutes
- Première diffusion : 
  -  Yougoslavie : 15 avril 1973

## Distribution
- Toma Kuruzovic : Vule
- Mirjana Nikolic : Radojka
- Petar Bozovic : Strahinja
- Slobodan Perovic : Zivan « Dusman »
- Vasja Stankovic : Kmet
- Aleksandar Stojkovic : Purko
- Tanasije Uzunovic : Pop
- Ivan Djurdjevic : Sredoje
- Bogoljub Petrovic : Ceba

## Accueil
Le film est considéré comme culte dans l'ex-Yougoslavie,,